# Premi Lumière 2005
La cerimonia di premiazione della 10ª edizione dei Premi Lumière si è svolta il 16 febbraio 2005 al Cinéma de Cinéastes di Parigi ed è stata presieduta da Patrice Leconte.

## Vincitori
- Miglior film: Les choristes - I ragazzi del coro (Les choristes), regia di Christophe Barratier
- Miglior regista: Jean-Pierre Jeunet - Una lunga domenica di passioni (Un long dimanche de fiançailles)
- Miglior attrice: Emmanuelle Devos - I re e la regina (Rois et reine)
- Miglior attore: Mathieu Amalric - I re e la regina (Rois et reine)
- Migliore sceneggiatura: Abdellatif Kechiche e Ghalia Lacroix - La schivata (L'esquive)
- Migliore promessa femminile: Lola Naymark - Le ricamatrici (Brodeuses) ex aequo Marilou Berry - Così fan tutti (Comme une image)
- Migliore promessa maschile: Damien Jouillerot - Les fautes d'orthographe
- Miglior film francofono: Demain on déménage, regia di Chantal Akerman